# Milbourne Christopher
Milbourne Christopher (* 23. März 1914 in Baltimore, Maryland; † 17. Juni 1984 in Manhattan, New York City) war einer der führenden US-amerikanischen Zauberkünstler des 20. Jahrhunderts. Er trat in mindestens 72 Ländern auf und ist der Autor zahlreicher Bücher zur Zauberkunst.

## Leben
Mit zwölf Jahren führte Christopher gemeinsam mit einem anderen Jungmagier einen Zaubertrick mit dem Titel Phil and Mil Will Fill the Bill auf. 1935 durfte er während der Oster-Festlichkeiten im Weißen Haus der First Lady Eleanor Roosevelt und deren Enkelkindern ein Kaninchen herbeizaubern und erlangte damit erstmals nationale Aufmerksamkeit.
Wochenschauberichte ermöglichten ihm Auftritte im Victoria Palace Theatre in London, im Théâtre de l’Alhambra in Paris und in der Berliner Scala. Mit geschicktem Verstand, charismatischem Auftreten, Seil- und anderen Tricks unterhielt er sein Publikum in Nachtlokalen und Varieté-Theatern.
1936 trat er – während dort die Olympischen Spiele gefeiert wurden – in Berlin auf. Im Zweiten Weltkrieg unterhielt er in über 1.000 Shows die Truppen der Alliierten. Als Mitglied der 35. Kompanie, die der Truppenbetreuung diente, folgte er gemeinsam mit anderen auftretenden Künstlern den D-Day-Invasionstruppen in die Normandie. Später lenkte Christopher Soldaten, die ohne Anästhesie operiert werden mussten, während der Operation mit seinen Kunststücken ab.
Kurz nach dem Zusammentreffen der Amerikaner und der Russen in Torgau an der Elbe 1945 wurde Christopher nachts geweckt und angewiesen für hochrangige Militärs bei einer Siegesfeier aufzutreten. Fotos von diesem Ereignis wurden von einem sowjetischen Offizier zerstört, da dieser Repressalien befürchtete.
Einer von Christophers berühmtesten Tricks war ein Feuerstoß aus seinen Händen, der immer dann angewandt wurde, wenn man es am wenigsten erwartete. Verblüffend war auch der Trick, bei dem er einen Elefanten verschwinden ließ. 1957 entzückte er das Publikum mit einem aufsehenerregenden Trick, bei dem er eine Patrone, die aus einem Gewehr abgefeuert wurde, mit seinen Zähnen auffing. Er wiederholte diesen Trick mit einer markierten Patrone in England und tauchte aufgrund der Anwesenheit eines russischen Premiers in den Schlagzeilen auf. In Havanna sagte er den Gewinner eines Lottospiels voraus.
Weiterhin trat er als Gast bei vielen Shows im amerikanischen Fernsehen auf und produzierte auch selbst Shows wie das 1957 erstmals landesweit ausgestrahlte Magic Special The Festival of Magic. Er schuf zwei abendfüllende Broadway-Magic-Specials und übernahm die Hauptrolle in der Show Magicworld, die im Madison Square Garden aufgeführt wurde.
1972 bekam er einen Platz in der Magic Hall of Fame, wurde Präsident der „Vereinigung amerikanischer Zauberer“ und war generell ein weltweit angesehener Magier, der hin und wieder mit Harry Houdini verglichen wurde.
Christopher galt als offener und herzlicher Mensch, der jederzeit bereit war, seine Kenntnisse mit neuen Zauberern zu teilen. Der als zwanghaft, leidenschaftlicher Schreiber geltende Christopher verfasste von 1931 bis 1984 über 10.000 Artikel für nahezu jedes Magazin, das sich mit Zauberei beschäftigte. Unter dem Pseudonym Frank Joglar schrieb er Berichte in Hugard´s Magic Monthly. Christopher schrieb auch etwa 20 Bücher über die Zauberkunst. Seine Biographie über Houdini gilt noch immer als Pflichtlektüre für neue Zauberer, die sich vor allem mit Selbstbefreiung beschäftigen.
Milbourne Christopher war Präsident der Vereinigung Amerikanischer Zauberer und Vizepräsident der englischen Vereinigung Magic Circle. Außerdem war er Vorsitzender des SAMs Occult Investigating Committee, Gründungsmitglied der Skeptikervereinigung CSICOP und Mitglied der Skeptics Society.
Im Laufe seines Lebens baute Christopher eine große Sammlung von Drucken, Gemälden, Fotografien, Postern und Zeichnungen zur Zauberkunst auf. Die Sammlung wurde nach seinem Tod zerstreut, die Stücke befinden sich weiterhin hauptsächlich in den Händen privater Sammler.

## Schriften (Auswahl)
- Geister, Götter, Gabelbieger. Die Wunder der PSI-Begabten (Mediums, Mystics, & the Occult. New Revelations about Psychics and their Secrets, 1975). Heyne, München 1979, ISBN 3-453-01033-7.
- Houdini. A pictorial biography. Gramercy Books, New York 1998, ISBN 0-517-18903-8 (früherer Titel: Houdini. The Untold Story).
- Magic. A picture history. Dover Publ., New York 1991, ISBN 0-486-26373-8 (früherer Titel: Panorama of Magic).
- The illustrates history of magic. Heinemann, Portsmouth 1996, ISBN 0-435-07016-9 (Nachdr. d. Ausg. New York 1973).
- ESP, Seer & Psychics. What the Occult Really Is. Crowell Books, New York 1970, ISBN 0-690-26815-7.
- Milbourne Christopher's Magic Book. Crowell Books, New York 1977, ISBN 0-690-01677-8.
- Search for the Soul. An Insider's Report on the Continuing Quest by Psychics & Scientists for Evidence of Life After Death. Crowell Books, New York 1979, ISBN 0-690-01760-X.